# Neuhaus (Feldkirchen-Westerham)
Neuhaus (ⓘ) ist ein Gemeindeteil der Gemeinde Feldkirchen-Westerham. Die Einöde liegt an der östlichen Gemeindegrenze auf 575 m ü. NHN und hat 5 Einwohner (Stand 31. Dezember 2004).